# Liste des phares du Portugal
Cet article dresse la liste des phares du Portugal. Les phares sont sous la compétence de l'Autorité Maritime Nationale dont le siège de la Direction des phares se trouve à Lisbonne.

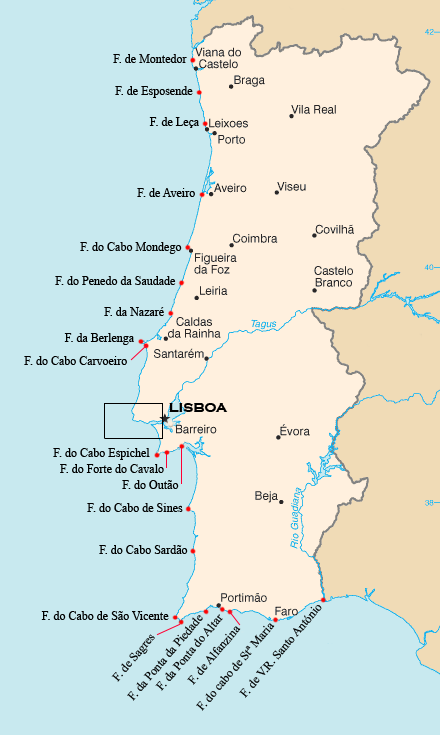
Carte

## Territoire continental

### District de Viana do Castelo
- Phare d'Ínsua
- Phare de Montedor
- Phare de Senhora da Agonia
- Phare de Castelo de Santiago

### District de Braga
- Phare d'Esposende

### District de Porto
- Phare de Lapa (Inactif)
- Phare de Regufe (Inactif)
- Phare d'Azurara
- Phare d'Árvore (Inactif)
- Phare de Cantareira (Inactif)
- Phare de Sobreiras (Inactif)
- Phare de Leça
- Phare de Senhora da Luz (Inactif)
- Phare de Felgueiras (Inactif)
- Phare de São Miguel-o-Anjo (Inactif)

### District d'Aveiro

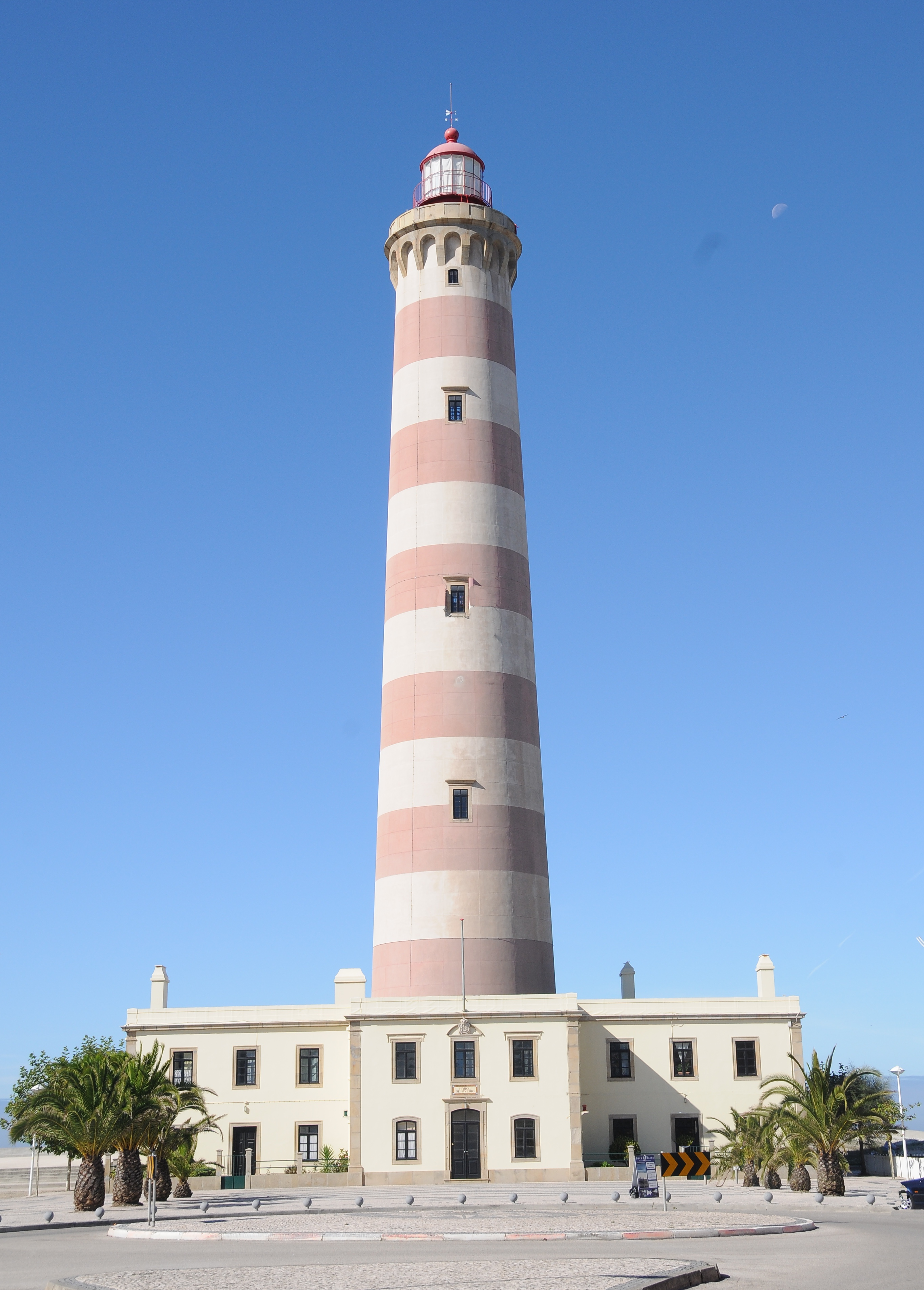
Phare d'Aveiro.

- Phare du Fort de Barra de Aveiro
- Phare d'Aveiro

### District de Coimbra

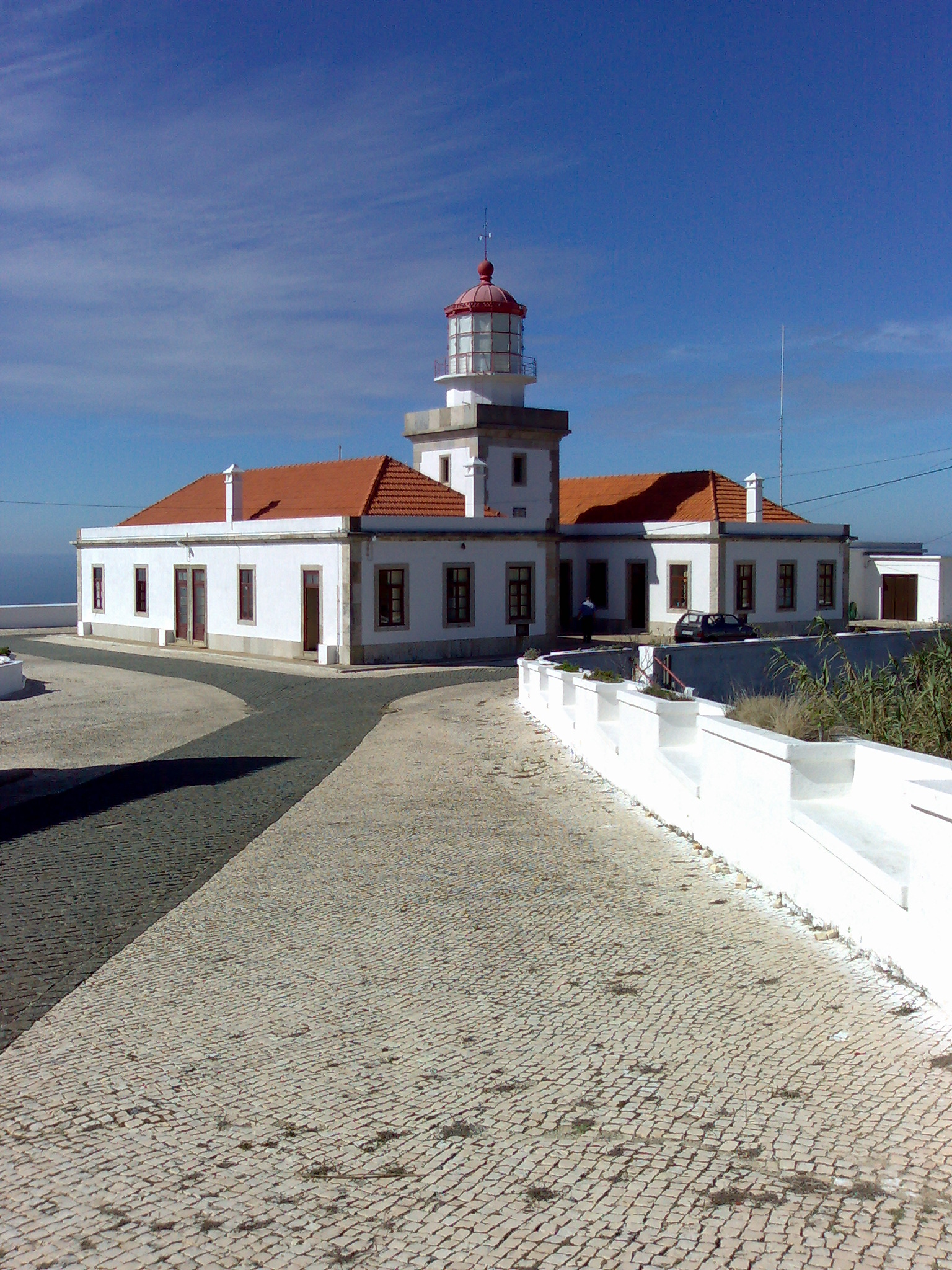
Phare du cap Mondego.

- Phare du cap Mondego
- Phare du Fort de Santa Catarina

### District de Leiria
- Phare de Penedo de Saudade
- Phare de Nazaré

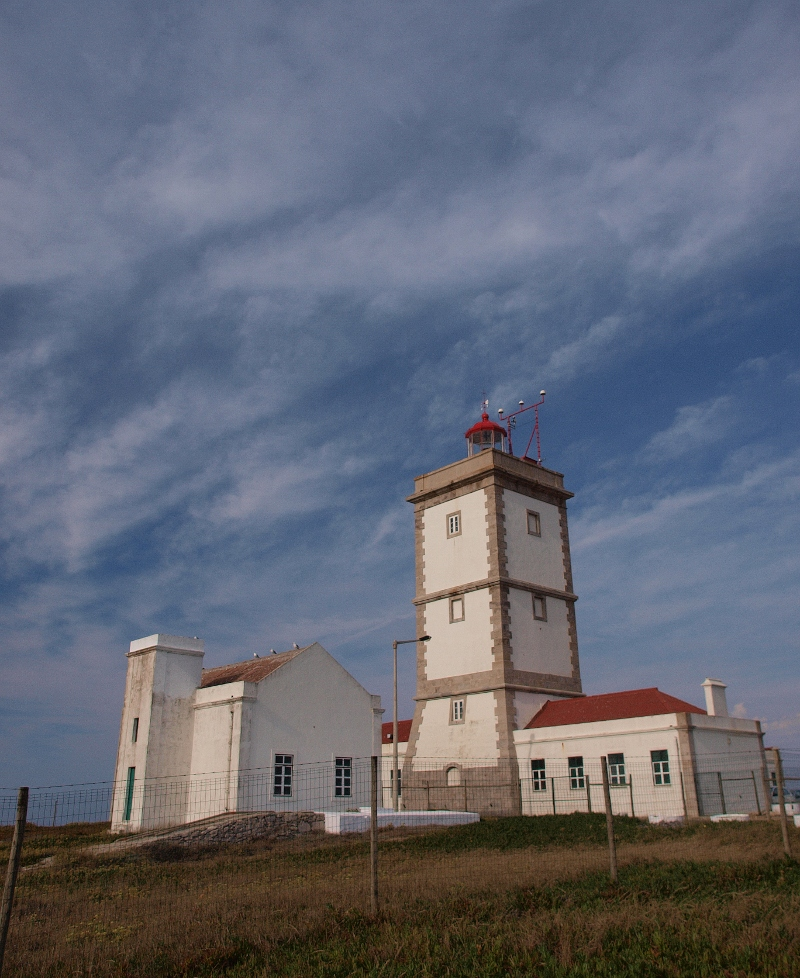
Phare du cap Carvoeiro.

- Phare de Berlenga (Archipel des Berlengas)
- Phare du cap Carvoeiro

### District de Lisbonne
- Phare de Cabo da Roca
- Phare de Cabo Raso
- Phare de Guia
- Phare de Santa Marta
- Phare de São Julião
- Phare de Bugio
- Phare de Gibalta
- Phare d'Esteiro
- Phare de Mama
- Phare de la Tour de Belém (Inactif)

### District de Setúbal
- Phare de Cacilhas (Inactif)
- Phare de Chibata
- Phare du cap Espichel
- Phare du Fort de Punta Cavalo
- Phare d'Outão
- Phare d'Azeda
- Phare du cap de Sines

### District de Beja
- Phare du cap Sardão

### District de Faro
- Phare du cap Saint-Vincent
- Phare de Sagres
- Phare de Ponta da Piedade
- Phare de Ponta do Altar
- Phare d'Alfanzina
- Phare de Vilamoura
- Phare de Culatra (Île Culatra)
- Phare de Vila Real de Santo António

## Régions autonomes

### Açores
- Liste des phares des Açores

### Madère
- Liste des phares de Madère